# دیوانه‌وار
دیوانه‌وار فیلمی به کارگردانی کامران قدکچیان و نویسندگی فیروز زنوزی جلالی محصول سال ۱۳۷۳ است.

## خلاصه داستان
یک گروه شرور به سرپرستی «فردوس» پسربچه‌ای به نام «شایان» را به قصد اخاذی می‌دزدند و در ازای آزادی او پول زیادی طلب می‌کنند. «فروغ» همسر یکی از ربایندگان «عزیز» کوشش می‌کند از ادامه این ماجرا جلوگیری کند، اما خود ناخواسته در متن حادثه قرار می‌گیرد. در این بین «شایان» نگران توطئه نامادریش «ثریا» علیه پدر بزرگش «سالاری» است.
گروه ربایندگان درگیر توطئه‌ای تازه‌ای می‌شوند و متوجه می‌شوند که «ثریا» قصد نابودی «شایان» و نهایتاً «سالاری» را دارد تا ثروت او را متعلق به خود سازد. «فردوس»، «عزیز» و «فروغ» در این گیر و دار، برای نجات «شایان» تلاش می‌کنند و…

## بازیگران
- جمشید هاشم‌پور در نقش فردوس
- بیژن امکانیان در نقش عزیز
- زیبا نادری در نقش فروغ
- غلامحسین لطفی در نقش غفار
- احمد قدکچیان در نقش سالاری
- شیوا خنیاگر در نقش ثریا
- روح‌الله مفیدی
- شایان مغربی در نقش شایان
- رضا کرم‌رضایی
- مجید امانی‌زاده
- فرشید رئوفی
- حسین بخشی‌پور